# Mychajło Papijew
Mychajło Mykołajowycz Papijew, ukr. Михайло Миколайович Папієв (ur. 1 października 1960 w Zaporożu) – ukraiński polityk, z wykształcenia fizyk.

## Życiorys
Absolwent Czerniowieckiego Uniwersytetu Narodowego im. Jurija Fedkowycza. Pracował jako inżynier, w latach 90. zajmował kierownicze stanowiska w biznesie. W latach 1999–2007 był jednym z liderów oligarchicznej, kontrolowanej przez Wiktora Medwedczuka Zjednoczonej Socjaldemokratycznej Partii Ukrainy.
Od 1997 do 2000 pełnił funkcję zastępcy gubernatora obwodu czerniowieckiego. W 2002 uzyskał mandat deputowanego do Rady Najwyższej. Od listopada tego roku do lutego 2005 sprawował urząd ministra pracy i polityki socjalnej w pierwszym rządzie Wiktora Janukowycza. Ponownie objął to stanowisko 4 sierpnia 2006, gdy Wiktor Janukowycz po raz drugi został premierem.
W 2007 odszedł z SDPU(O), by wystartować w przedterminowych wyborach parlamentarnych z listy Partii Regionów, z ramienia której ponownie został posłem. Z mandatu zrezygnował w 2010 w związku z objęciem stanowiska gubernatora, które zajmował do 2014. W tym samym roku powrócił do parlamentu jako kandydat Bloku Opozycyjnego. Mandat utrzymał także w 2019 z ramienia formacji Opozycyjna Platforma – Za Życie.